# Lex Althoff
Adrianus Aloijsius Felix (Lex) Althoff  (Haarlem, 12 september 1904 – Leusden (Leusderheide), 29 juli 1943) was een Nederlands journalist en verzetsstrijder.

## Biografie

### Jonge jaren
Althoff was een zoon van Jan Althoff en Cornelia Petronella van Schie. Hij bezocht de lagere school en de HBS-A in Haarlem en trouwde op 2 februari 1927 met Elisabeth van Loenen. Hij was katholiek opgevoed, maar op zijn 28e zette hij daar een punt achter.

### Loopbaan
Althoff volgde nauwgezet de ontwikkelingen in nazi-Duitsland en schreef daarover romans.
Hij begon in 1924 zijn loopbaan als journalist bij het Haarlem's Dagblad. Daarna ging hij op 1 februari 1932  voor Het Volk werken. Hij werd daar chef van de nachtredactie. Omdat hij niet bij een nationaalsocialistische krant wilde werken, nam hij op 20 juli 1940 ontslag bij Het Volk.

### In het verzet
Hij ging in het verzet en was vanaf het begin medewerker bij de illegale krant Het Parool. Na een onenigheid in de redactie in maart 1942 stopte hij zijn medewerking.
Althoff zou begin 1942 op uitnodiging van de regering in ballingschap als vervanger van Koos Vorrink naar Londen proberen te reizen. Een poging van Erik Hazelhoff Roelfzema op 11 mei 1942 om hem met een motorboot op te pikken mislukte. Op 22 mei 1942 werd hij met Ernst de Jonge en Leen Pot in Rotterdam gearresteerd. Hij werd verhoord op het Binnenhof in Den Haag, maar wist tijdens de rit naar de gevangenis in Scheveningen uit de auto te ontsnappen. Later werd hij echter opnieuw opgepakt. Lex Althoff bracht een jaar door in gevangenissen in Scheveningen, Haaren en Utrecht. In de gevangenis hield hij zich bezig met schrijven van onder andere zijn dagboek.

### Gefusilleerd

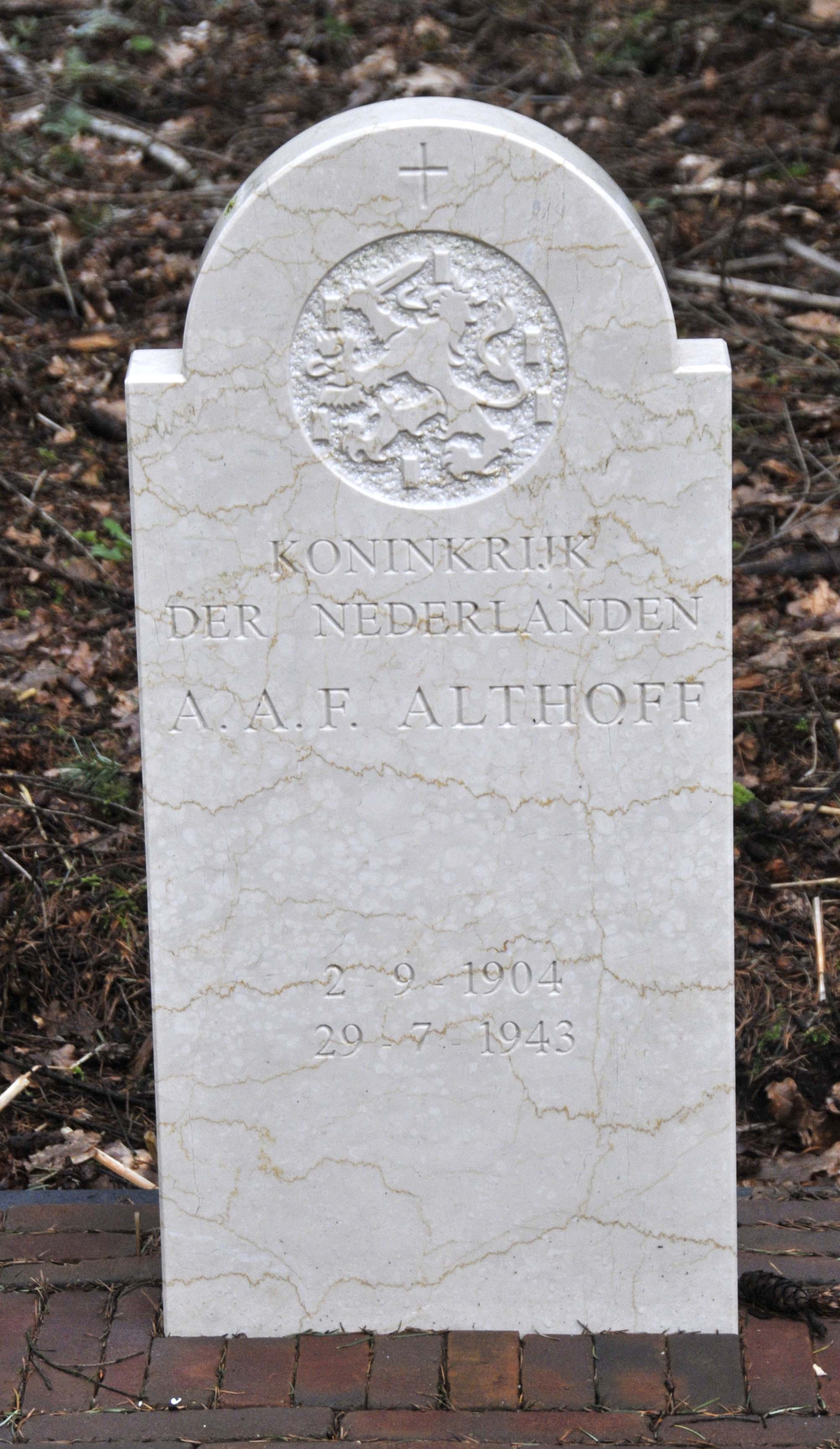
Grafsteen op de begraafplaats Rusthof.

Op 27 april 1943 werd hij ter dood veroordeeld en op 29 juli 1943 samen met zijn groep bij de Leusderheide gefusilleerd. Zijn lichaam werd naamloos in een kuil begraven.

De groep bestond verder uit de volgende verzetsstrijders:
Anton Abbenbroek, Christiaan Frederik van den Berg, Pim van Doorn, Fritjof Dudok van Heel, Rudolf Hartogs, Willem Hendrik Hertlij, Johan Frederik henri de Jonge Melly, Eduard Alexander Latuperisa, Adriën Moonen, Willem Mulder, Antonius Cornelis Theodorus van Rijn, Joan Schimmelpenninck, Jan van Straelen, Sieg Vaz Dias, Gerard Vinkesteijn en Bob Wijnberg.
Althoff werd op 21 november 1945 herbegraven op begraafplaats Rusthof in Leusden.